# System for Electronic Document Analysis and Retrieval
System for Electronic Document Analysis and Retrieval (SEDAR) est  une base de données à laquelle, en 2008, toutes les sociétés par actions et tous les fonds d’investissement canadiens doivent être inscrits. Semblable à EDGAR, SEDAR est géré par le Canadian Securities Administrators, une agence regroupant les agences de niveaux provincial et territorial qui contrôlent le fonctionnement des bourses.

## Description
Par le biais d'agents agréés par le SEDAR, les sociétés par actions transmettent différents documents, tels prospectus, rapports financiers et modifications des activités. Ces documents sont accessibles au public via un site en ligne.
La base de données SEDAR contient des centaines de milliers de soumissions fates par différentes entreprises. Les documents au format PDF peuvent être recherchés par nom d'entreprise, par groupe d'industrie, par type de document ou par date.
Les documents transmis avant la mise en ligne de SEDAR le 1er 1997 sont disponibles auprès des différentes agences de niveaux provincial ou territorial.

## Histoire
SEDAR a été mis en ligne le 1er 1997.
Alors que trois formats de fichier électronique était accepté jusqu'en septembre 1999, SEDAR n'accepte plus que les documents au format PDF en 2008.